# Culex cambournaci
Culex cambournaci är en tvåvingeart som beskrevs av Hamon och Gandara 1955. Culex cambournaci ingår i släktet Culex och familjen stickmyggor. Inga underarter finns listade i Catalogue of Life.